# توماس آدامز

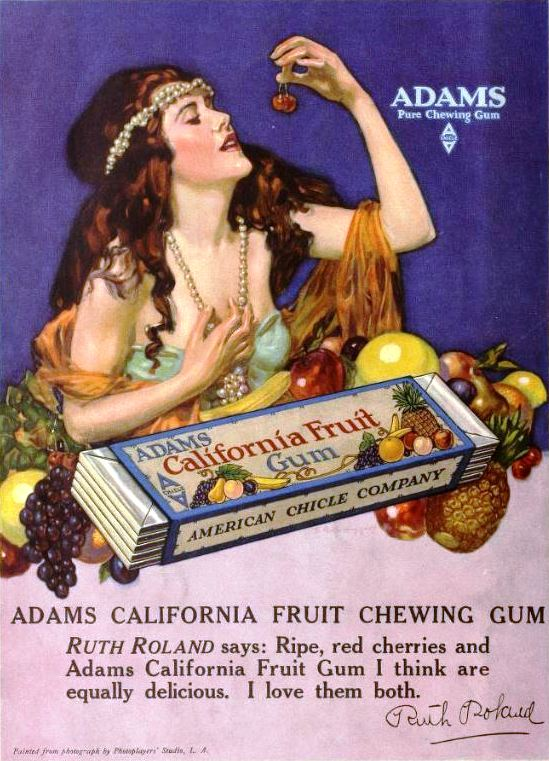
تبلیغ آدامس آدامز

توماس آدامز یا توماس آدامس  (به انگلیسی: Thomas Adams) ‏(۱۸۱۸ - ۱۹۰۵ میلادی / ۱۱۹۶ - ۱۲۸۳ خورشیدی) دانشمند و مخترع قرن نوزده است که از او به عنوان پایه‌گذار صنعت تولید آدامس یاد می‌شود.
آدامز این ایده را در حالی که برای رهبر سابق مکزیک ، آنتونیو لوپس د سانتا آنا، به عنوان منشی کار میکرد دنبال کرد. دلیل آن این بود که سانتا آنا گاهی گیاهی بومی از مکزیک را به نام "چیکله" (Chicle) میجوید. آدامز برای اولین بار سعی کرد ان را به صورت پلاستیک برای لاستیک چرخ به کار بگیرد، که ناموفق بود. هنگامی که آدامز نتوانست در ایجاد یک فرم از پلاستیک مناسب برای ساخت لاستیک چرخ این مواد را به کار بگیرد، سعی کرد کاربرد دیگری برای این مواد پیدا کند و به دنبال چیزهای دیگری رفت . وی با افزودن شکر به گیاه "چیکله"، آدامس را به وجود آورد که بعدها با عنوان چیکلتس (Chiclets)، که امروزه هنوز هم محبوب است شناخته شد. این درسالهای ۱۸۶۰ و ۱۸۷۰ میلادی (۱۲۳۸ / ۱۲۴۸ خورشیدی) در زمانی که او در محله جدید باختری برایتون در استاتن آیلند، در نیویورک اقامت داشت.